# MIR.1200
MIR.1200 (Modernized International Reactor) je tlakovodní reaktor nabízený konsorciem firem ŠKODA JS a.s., Atomstrojexport a.s. a OKB Gidropress. Vychází z typu AES 2006 (VVER-1200) a navazuje na reaktory řady VVER.

## Historie a vývoj
Po roce 2000 se objevuje několik projektů navazujících na technologii řady VVER. Především se jedná o několik různých modifikací projektu VVER-1200, z nichž dva projekty se dostaly až k realizaci. Ze dvou bloků VVER-1200/392M v Novovoroněžské elektrárně II byl první spuštěn v srpnu 2016, druhý je ještě ve výstavbě. Dále jsou ve výstavbě dva bloky VVER-1200/491 v Leningradské elektrárně. Pro evropský trh byl vypracován projekt MIR.1200 tak, aby odpovídal evropským bezpečnostním standardům a doporučením EUR a IAEA. Projekt MIR.1200 je nabízen k realizaci České republice, Maďarsku, Turecku, Vietnamu a Jordánsku.

## Možnost výstavby v ČR
S postupným naplňováním doby životnosti jaderných elektráren s reaktory VVER-440 a prvními jednotkami VVER-1000 musí některé státy řešit náhradu za tyto jednotky. K těmto zemím patří i Česká republika, jejíž jaderná elektrárna Dukovany má v současnosti licenci do roku 2025 (2026, 2027, 2028 pro jednotlivé reaktory). Je jisté, že bude snaha prodloužit životnost elektrárny na dalších deset let a i více, pokud vydrží současný velmi dobrý technický stav zařízení, přesto je vhodné co nejdříve hledat náhradu – nové bloky by měly být v provozu v době vyřazení starých. To si Česká republika uvědomila a v roce 2012 bylo otevřeno výběrové řízení pro dostavbu Temelína-3 a 4, kde MIR.1200 byl jeden ze tří posuzovaných projektů. Došlo však ke zpožděním a v roce 2014 bylo výběrové řízení zrušeno. V červenci 2016 předala firma ČEZ dokumenty o vyhodnocení vlivu na životní prostředí pro umožnění výstavby nových bloků v areálu JE Dukovany. Očekává se, že se v blízké době znovu otevře výběrové řízení pro výstavbu nových bloků.

## Konstrukce
Konstrukční řešení vychází z řady VVER. Jedná se o evoluční vývoj, kdy řada komponent je v zásadě podobná staršímu typu, ale s odstraněnými nedostatky nebo obsahující nové technické řešení. To umožňuje širší využití znalostí z provozu starších VVER při provozu nového bloku.
Primární okruh má 4 smyčky a obsahuje reaktor, 4 horizontálně umístěné parogenerátory (typu PVG-1000MKP), 4 hlavní cirkulační čerpadla  (typu GCNA-1391) a systém kompenzace objemu. Z bezpečnostních systémů sem patří například pasivní systém havarijního dochlazování aktivní zóny a systém havarijního odběru plynů. V primárním okruhu je tlak 16,2 MPa a průtok 86000 m3/hod. Vstupní teplota vody v primárním okruhu je 298,2 °C a výstupní 328,9 °C.
Sekundární okruh tvoří parogenerátory, turbína, kondenzátory, systém nízkotlakého a vysokotlakého přihřívání zkondenzované vody, napájecí a kondenzátní čerpadla. Parogenerátor má výkon 1602 tun páry za hodinu. Turbína se skládá z jednoho vysokotlakého a čtyř nízkotlakých dílů. Pára vystupuje z parogenerátoru pod tlakem 7 MPa, její suchost je nižší než 0,2 %.

## Bezpečnostní systémy
Obecně lze bezpečnostní systémy jaderných elektráren dělit na aktivní a pasivní. Aktivní systémy vyžadují zásah operátora nebo řídícího systému k uvedení do provozu a vyžadují přísun energie k chodu. Jedná se například o nouzová čerpadla, nebo dieselgenerátory. V současnosti se při projektování jaderné elektrárny dává důraz na systémy pasivní, které nevyžadují přísun energie a často ani impulz k uvedení do provozu. Za pasivní bezpečnostní systémy lze označit fyzické bariéry bránící úniku radioaktivních látek (matrice paliva, pokrytí paliva, primární okruh, kontejnment) a systémy využívající přírodní zákony namísto napájení. Vlastnosti přirozené cirkulace tekutin lze využít pro dochlazování v případě výpadku čerpadel, gravitaci lze využít například pro pád bezpečnostních tyčí.
Bezpečnostní systémy projektu MIR.1200 využívají aktivních i pasivních principů. Při řízení havárií nemusí operátor v prvních 30 minutách zasahovat. Systémy jsou projektovány tak, aby v případě vážné havárie udržely bezpečný stav primárního okruhu bez nutnosti zásahu operátora po dobu 24 hodin. Rezervy vody v areálu vydrží dodávat vodu do parogenerátorů minimálně 72 hodin. Díky použitým bezpečnostním systémům není nutné evakuovat obyvatelstvo žijící v blízkosti elektrárny ani v případě těžké havárie. Zejména mezi pasivními systémy jsou nová technická řešení, která mohou výrazně zmírnit průběh případné havárie – systém pasivního odvodu tepla, dvojitá ochranná obálka a lapač roztavené aktivní zóny.
Systém pasivního odvodu tepla (SPOT) zajišťuje odvod tepla z parogenerátorů a z ochranné obálky v případě úplné ztráty elektrického napájení (black-out). Současné elektrárny mají několik záložních dieselgenerátorů pro pokrytí vlastní potřeby elektrické energie. V případě, že tyto dieselgenerátory nejsou z nějakého důvodu k dispozici, přebírá úlohu dochlazování u projektu MIR.1200 systém SPOT. Pozn.: ztráta napájení a dieselgenerátorů způsobila havárii v jaderné elektrárně Fukušima, kde další systémy pro odvádění tepla nebyly instalovány.
Systém SPOT využívá přirozené cirkulace tekutin, kdy teplejší médium z parogenerátoru/obálky proudí do nádrže havarijního odvodu tepla, kde se chladí a kondenzuje. Odtud se potom vrací zpět do parogenerátoru/výměníku.
Dvojitá bezpečnostní obálka (kontejnment) zajišťuje ochranu elektrárny před vnějšími vlivy a okolní prostředí před vnitřními vlivy. Vnitřní část tvoří válcová konstrukce z předepjatého betonu s polokulovou kupolí. Vnitřní povrch je pokryt ocelovou vystýlkou. Vnější část je válcovitá, postavená ze železobetonu. Ochranná obálka odolá povětrnostním vlivům i nárazu vojenského nebo velkého civilního letadla. Vnější rozměry obálky jsou 51,6 m v průměru a 70,2 m na výšku. Mezi vnitřní a vnější částí obálky je systém čištění vzduchu od radioaktivních látek a aerosolů.
Lapač roztavené aktivní zóny „Lovuška“ je umístěn v šachtě pod tlakovou reaktorovou nádobou. V případě roztavení paliva a protavení dna reaktorové nádoby zachytává taveninu (tzv. corium) a chrání základní betonovou konstrukci před teplotními vlivy. Teplo z taveniny lze pak odvést pomocí vodního chlazení.

## Srovnání s reaktory VVER-1000 Temelínské jaderné elektrárny
| Parametr                                    | VVER-1000 | MIR.1200 | Změna [ % ] |
| ------------------------------------------- | --------- | -------- | ----------- |
| Tepelný výkon [ MWt ]                       | 3000      | 3200     | + 6,7       |
| Elektrický výkon [ MWe ]                    | 1070      | 1200     | + 10,8      |
| Průměrná doba odstávky [ dny ]              | 40        | 25       | - 37,5      |
| Roční výroba elektrické energie [ TWh ]     | 7,5       | 9        | + 20,0      |
| Koeficient využití instalovaného výkonu     | 0,8       | 0,92     | + 15,0      |
| Objem vyhořelého jaderného paliva [ t/TWh ] | 5,5       | 3,5      | - 36,4      |
| Projektová životnost JE [ roky ]            | 30        | 60       | + 100       |

Poznámky k hodnotám v tabulce:
- V původní literatuře je hodnota změny elektrického výkonu 18,7 %, může se jednat o chybu, nebo byla hodnota vypočítána z původního výkonu bloku VVER-1000 bez modernizace.
- Celková účinnost postaveného reaktoru MIR.1200 se ještě může změnit v závislosti na parametrech použitého turbogenerátoru a podpůrných systémů. Klíčová je však doba odstávky, kdy probíhá výměna paliva a kontrola systémů reaktoru. Protože v tuto dobu elektrárna nevyrábí energii, je snaha navrhnout reaktor tak, aby všechny dílčí úkony bylo možné zvládnout v minimálním čase. To se pak pozitivně projeví na roční produkci energie a koeficientu využití instalovaného výkonu, což je poměr skutečně vyrobené energie k teoreticky, za ideálních podmínek, vyrobitelné energii.
- Objem vyhořelého paliva je u reaktoru MIR.1200 nižší, protože dovoluje vyšší vyhoření paliva (až do 60 MWd/kgU), otázkou však je, zda by v ČR byla tato možnost využita.
- Životnost jaderné elektrárny je limitována životností tlakové nádoby reaktoru, kterou nelze vyměnit. Nádoba je namáhána mechanicky (tlakem) i tokem neutronů z aktivní zóny uvnitř. Stav stěn tlakové nádoby se pravidelně sleduje pomocí tzv. svědečných vzorků a na základě analýzy těchto vzorků lze provést rozhodnutí o povolení nebo zákazu dalšího provozu jaderného zařízení.